# Fonsorbes
Fonsorbes ist eine französische Gemeinde mit 13.048 Einwohnern (Stand 1. Januar 2022) im Département Haute-Garonne in der Region Okzitanien.

## Geografie
Die Gemeinde Fonsorbes liegt in der historischen Provinz Savès, 20 Kilometer südwestlich der Innenstadt von Toulouse. Der Garonne-Nebenfluss Touch trennt den Kernort Fonsorbes vom südöstlich gelegenen Ortsteil Nouguéris. An der südlichen Gemeindegrenze verläuft das Flüsschen Aiguebelle, das hier in den Touch einmündet.

## Geschichte
In der Antike führte eine Römerstraße von Toulouse nach Dax in der Nähe vorbei; hier befand sich die Domäne Mansus, die später, nach der Christianisierung Mas Saint Pierre hieß. 475 wurde hier der von den Westgoten getötete Gaudens begraben. Im 8. Jahrhundert wurde ein Kloster gegründet, das seinen Namen übernahm; um das Kloster herum entstand ein Dorf, aus dem sich die Stadt entwickelte.

### Bevölkerungsentwicklung
Die Nähe zur Großstadt Toulouse und günstige Bodenpreise ermöglichten der Gemeinde ein rasantes Bevölkerungswachstum. 

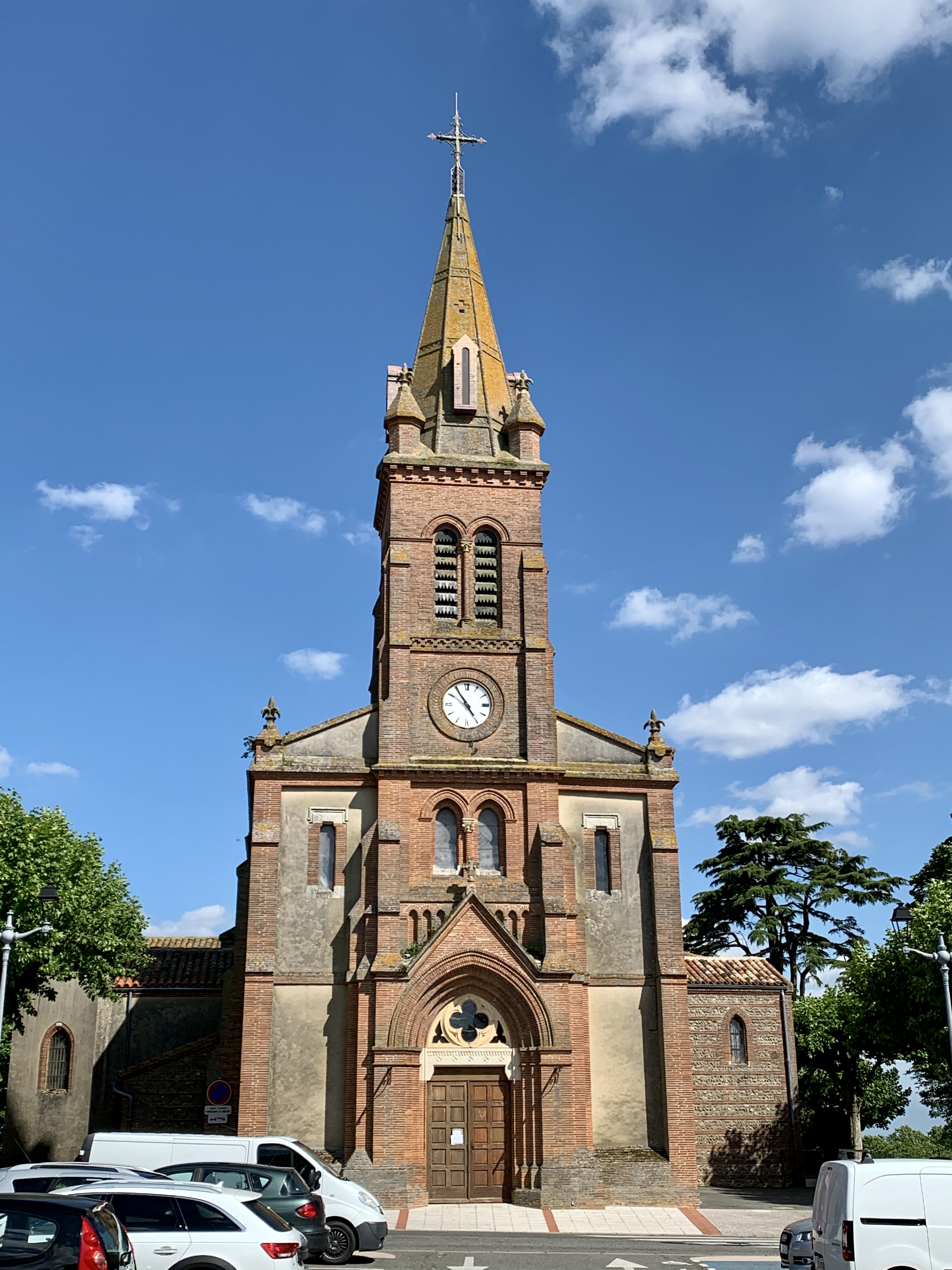
Kirche Saint-Jean-Baptiste

| Jahr                      | 1962 | 1968 | 1975 | 1982 | 1990 | 1999 | 2007   | 2017   | 2019   |
| Einwohner                 | 755  | 882  | 2049 | 3241 | 4252 | 6909 | 10.891 | 11.743 | 12.170 |
| Quelle: Cassini und INSEE |      |      |      |      |      |      |        |        |        |

## Bildung
In Fonsorbes kann der Kindergarten, die Grundschule sowie das Collège besucht werden. Weiter gibt es eine Stadtbibliothek und ein Ferienlager.

## Städtepartnerschaften
- La Fatarella, Spanien, seit dem 25. Februar 1994